# Rin Aoki
Pour les articles homonymes, voir Aoki.
Rin Aoki (青木りん, Aoki Rin), née le 28 février 1985 à Yamagata, Japon, est une actrice pornographique et mannequin de charme japonaise. Elle a commencé sa carrière comme Gravure idol avant de se lancer dans la vidéo pornographique. Sa poitrine aux bonnets H à K selon les sources l'a faite plébisciter en tant que mannequin et lui a permis de remporter nombre de prix dans le métier d'idole de la vidéo pour adultes.

## Biographie

### La gravure idol
Rin Aoki est née le 28 février 1985 à Yamagata, Japon. Elle est recrutée en 2002 à Harajuku comme gravure idol. Elle est alors âgée de 17 ans. Sa première vidéo-image, Bust, paraît en 2003 et la propulse à la notoriété. Après deux années passées dans le métier de mannequin glamour, Aoki décide de se lancer dans la vidéo pornographique et signe un contrat avec les studios S1 N°1, composante du groupe Hokuto Corporation, pour un cachet garanti de 13 millions de Yens (environ €96.500) annuels; montant qui se situe bien au-delà de la moyenne pour une idole de la vidéo pornographique.

### L'actrice de la vidéo pornographique
La première vidéo pour adultes d'Aoki, K-cup Active Idol Risky Mosaic, parait en mai 2006 sous la marque S1. Elle dit avoir été à l'aise lors de ce premier film mais gênée de montrer ses mamelons qui sont petits et peu colorés. Après avoir interprété dix vidéos en presque un an sous l'égide de S1, Aoki quitte les studios en compagnie de Maria Ozawa et quelques autres actrices au profit des studios DAS nouvellement créés. Se situant à l'opposé de la pornographie « douce » de S1, Aoki évolue dans un registre plus extrême tel que viols simulés, éjaculations vaginales et urophilie. Aoki est à l'affiche dans 20 Shots Creampie!, la première vidéo de la série DASD parue le 25 avril 2007. Elle tourne encore six autres vidéos pour le compte de DAS dont son premier film inter-racial dans la série des Black Gang Rape.
Aoki quitte la société DAS vers le mois d'août 2008 pour les tous nouveaux studios OPPAI avec lesquels elle interprète une première vidéo intitulée 108cm Kcup Rin. Tout en poursuivant sa collaboration avec OPPAI, Aoki travaille également pour Attackers et les tous nouveaux studios Ranmaru.

### Notoriété et récompenses
Aoki est, au sein de l'industrie du film pornographique, une des dernières actrices à acquérir la notoriété grâce à sa poitrine généreuse. Elle se classe troisième en 2006 et neuvième en 2007 au Top 100 des ventes de vidéos sur le site de DMM (en), .
Aoki fait une courte apparition dans la compilation intitulée ハイパーギリギリモザイク (Hyper – Barely There Mosaic) regroupant des scènes des Idoles Sora Aoi, Yua Aida, Yuma Asami, Maria Ozawa et Honoka et avec laquelle S1 a remporté l'AV Open de 2006.
L'actrice est récompensée du prix Star AV Actress Award (主演AV女優賞) lors du septième concours annuel des Takeshi Kitano Entertainment Awards parrainés par le quotidien Tokyo Sports (東京スポーツ).

## Filmographie
| Titre de la vidéo,                                                                                                  | Producteur N° d'identification | Réalisateur        | Parution          | Notes                                                                                                   |
| Burst | Vega VEDV-49                   |                    | 25 juillet 2003   | Debut Gravure idol                                                                                      |
| Rin Aoki Blue Beans                                                                                                 | Aqua House DAH-38              |                    | 31 octobre 2003   | Gravure idol                                                                                            |
| Explosion | E-Net SCID-31                  |                    | 20 janvier 2005   | Gravure idol                                                                                            |
| EIGHT | Layfull 14D                    |                    | 24 mars 2005      | Gravure idol                                                                                            |
| Rin Aoki Dynamite Channel ダイナマイトチャンネル 青木りん                                                           | Dynamite Channel DYNAM-014     |                    | 8 juillet 2005    | Gravure idol                                                                                            |
| EIGHT - Virtual Sex                                                                                                 | Layfull 25D                    |                    | 22 octobre 2005   | Gravure idol                                                                                            |
| EIGHT - Lesbian | Layfull 27D                    |                    | 22 novembre 2005  | Gravure idol                                                                                            |
| EIGHT - Confined | Layfull 28D                    |                    | 22 décembre 2005  | Gravure idol                                                                                            |
| Soul Milk Rin Aoki 乳魂 青木りん                                                                                    | Nippon Media DCB-60            |                    | 17 mars 2006      | Gravure idol                                                                                            |
| K-cup Active Idol Risky Mosaic 現役アイドル ギリギリモザイク                                                        | S1 ONED-432                    | Hideto Aki         | 7 mai 2006        | Début dans la vidéo pornographique                                                                      |
| Six Costumes Pakopako! 6つのコスチュームでパコパコ！                                                                | S1 ONED-459                    | Yukihiko Shimamura | 7 juin 2006       | |
| Super Titty-Fucking 4 激パイズリ4                                                                                   | S1 ONED-482                    | Hideto Aki         | 7 juillet 2006    | |
| Delusional Special Bath 妄想的特殊浴場                                                                              | S1 ONED-506                    | Hideto Aki         | 7 août 2006       | |
| Hyper – Barely There Mosaic ハイパーギリギリモザイク                                                                | S1 ONSD-028                    |                    | 7 août 2006       | Compilation Avec Sora Aoi, Yua Aida, Maria Ozawa, Yuma Asami & Honoka Vidéo gagnante de l' AV Open 2006 |
| Climax! Too Much Coming Squirting Fuck 絶頂！イキまくり潮吹きFUCK                                                   | S1 ONED-548                    | Hideto Aki         | 19 septembre 2006 | |
| Endless Bakobako 13 無限バコバコ13                                                                                  | S1 ONED-561                    | Hideto Aki         | 17 octobre 2006   | |
| BakoBako Gangbang 19 バコバコ乱交19                                                                                 | S1 ONED-612                    | Hideto Aki         | 17 novembre 2006  | |
| The Big Tits Nursery Just for Me 僕だけのボイン保育園                                                               | S1 ONED-635                    | Hideto Aki         | 19 décembre 2006  | |
| Sex on the Beach, Southern Island Pakopako! SEX ON THE BEACH～南の島でパコパコ！                                    | S1 ONED-652                    | Hideto Aki         | 7 janvier 2007    | |
| Hyper-Risky Mosaic ハイパーギリギリモザイク                                                                         | S1 ONED-676                    | Hideto Aki         | 7 février 2007    | |
| 20 Shots Creampie! 20連発中出し！                                                                                   | Das DASD-001                   | Hokusai            | 25 avril 2007     | |
| Genuine Bukkake 真性ぶっかけ                                                                                        | Moodyz MIGD-006                | Alala Kurosawa     | 13 mai 2007       | |
| Big Breast Cattle 巨大乳房家畜                                                                                      | Das DASD-009                   | Hideto Aki         | 25 juin 2007      | |
| K-Cup Gravure Idol Nakadashi Rape Kカップ現役グラビアイドル中出しレイプ                                             | Das DASD-015                   |                    | 25 juillet 2007   | |
| Raped in Husband's Presence 夫の目の前で犯されて―巨乳アイドルの秘密                                                 | Attackers SHKD-302             | Kenzo Nagira       | 7 août 2007       | |
| Fainting Orgasm Endless Squirting 悶絶アクメ無制限潮吹き                                                            | Das DASD-020                   | Ekimoto            | 25 août 2007      | |
| Rin Aoki SM Live Show グラビアアイドル調教 青木りん 服従調教LIVE SPECIAL！                                          | Attackers SSPD-040             | Kenji Hayami       | 7 septembre 2007  | |
| Genuine Nakadashi 真性中出し                                                                                        | Moodyz MIGD-059                | Hiroa              | 1er octobre 2007  | |
| Nakadashi Tonic, Erotic Toy 14 強精中出しエロ玩具14                                                                 | Moodyz MIGD-070                | Fubuki Sakura      | 1er novembre 2007 | |
| Female Ninja Torture Rape 3 くノ一拷問凌辱3 椿姫・極秘輿入ノ章                                                      | Attackers AVGL-002             | Katsuyuki Hasegawa | 7 décembre 2007   | Avec Megu Ayase & Rin Hayakawa Présenté en 2008 au concours de l'AV Grand Prix                          |
| Rin Aoki - Fallen Urine-Drinking Pig Idol 落ちぶれた飲尿メス豚アイドル                                              | Das DASD-042                   |                    | 25 janvier 2008   | |
| Punishment Obscene Discipline - Lesbian Torture 強制執行淫刑 レズ拷問                                               | Das DASD-045                   |                    | 25 février 2008   | |
| Slave File Vol. 1 ダスッ！奴隷FILE vol.1                                                                            | Das DAZD-005                   |                    | 25 février 2008   | Compilation Avec Maria Ozawa et Reina Matsushima                                                        |
| Rina Aoki - Black Gang Rape 黒人輪姦                                                                                | Das DASD-048                   | Hokusai            | 25 mars 2008      | |
| 108cm Kcup Rin 108 cm Kcup OPPAI専属デビュー 青木りん                                                               | OPPAI PPPD-0014                |                    | 19 août 2008      | |
| 108cm Kcup Rin 110cm Lcup Yuko 110 cm Lcup 108 cm Kcup 奇跡のW爆乳 櫻井ゆうこ 青木りん                              | OPPAI PPSD-006                 |                    | 19 septembre 2008 | Avec la star Yuko Sakurai                                                                               |
| Penis for Life Rin Aoki 一生チンポを挟んでいたい。 青木りん                                                         | Ranmaru TYOD-017               |                    | 19 octobre 2008   | |
| Largest-ever super-tits gangbang 108cmKcup 103cmKcup 103cmJcup 97cmHcup 史上最高の爆乳大乱交                        | OPPAI AVGL-113                 |                    | 22 novembre 2008  | Avec Chichi Asada, Rui Akikawa & Ryo Momose Présenté en 2009 au concours de l'AV Grand Prix             |
| Chased Woman 尾けられた女 青木りん                                                                                  | Attackers Ryubaku RBD-131      | Katsuyuki Hasegawa | 7 décembre 2008   | |
| 108cm Kcup Paizuri Rin Aoki 108cmKcup パイズリ 青木りん                                                             | OPPAI PPPD-028                 |                    | 19 janvier 2009   | |
| 108cm Kcup Female Teacher Rin Aoki 108cmKcup 女教師 青木りん                                                        | OPPAI PPPD-035                 |                    | 19 février 2009   | |
| Married Woman Self-Sacrifice Rape 人妻自己犠牲レイプ 私は自ら犯されにゆく。                                         | Attackers Inmad ATID-145       | Kenzo Nagira       | 7 mars 2009       | Avec Riria Himesaki                                                                                     |
| 108cm Kcup Soap Rin Aoki 108cmKcup ソープ 青木りん                                                                  | OPPAI PPPD-049                 |                    | 19 avril 2009     | |
| 108cm Kcup OL Rin Aoki 108cmKcup OL 青木りん                                                                        | OPPAI PPPD-051                 |                    | 19 mai 2009       | |
| 108cm K Cup, 99cm I Cup, W Big Tits Dream Rin Aoki & Nana Aoyama 108cmKcup 99cmIcup W爆乳ドリーム 青木りん 青山菜々 | OPPAI PPSD-015                 |                    | 19 juin 2009      | Avec la star Nana Aoyama                                                                                |
| 108cm Kcup Nurse Rin Aoki 108cmKcup ナース 青木りん                                                                 | OPPAI PPPD-060                 |                    | 19 juillet 2009   | |

## Albums-photos
- Rin's I Land — (ed. AquaHouse) - mars 2003  (ISBN 4-86046-069-3)
- Eat Me — (ed. Saibunkan) - juin 2005  (ISBN 4-7756-0081-8)
- Pineapple (パイナポ) — (ed. Saibunkan) - mai 2006  (ISBN 4-7756-0130-X)